# Arrozal (Arecibo)
Arrozal es un barrio ubicado en el municipio de Arecibo en el estado libre asociado de Puerto Rico. En el Censo de 2010 tenía una población de 1445 habitantes y una densidad poblacional de 58,95 personas por km².

## Geografía
Arrozal se encuentra ubicado en las coordenadas 18°22′59″N 66°38′46″O / 18.38306, -66.64611. Según la Oficina del Censo de los Estados Unidos, Arrozal tiene una superficie total de 24.51 km², de la cual 24.49 km² corresponden a tierra firme y (0.1%) 0.02 km² es agua.

## Demografía
Según el censo de 2010, había 1445 personas residiendo en Arrozal. La densidad de población era de 58,95 hab./km². De los 1445 habitantes, Arrozal estaba compuesto por el 86.3% blancos, el 4.57% eran afroamericanos, el 0.07% eran amerindios, el 0.07% eran asiáticos, el 7.13% eran de otras razas y el 1.87% pertenecían a dos o más razas. Del total de la población el 97.92% eran hispanos o latinos de cualquier raza.